# Jean-Patrick Iba-Ba
Jean-Patrick Iba-Ba (Libreville, Gabão, 18 de abril de 1966) é um ministro gabonês e arcebispo católico romano de Libreville.
Jean-Patrick Iba-Ba recebeu o Sacramento da Ordem para a Arquidiocese de Libreville em 19 de julho de 1998.
Em 4 de novembro de 2017, o Papa Francisco o nomeou Bispo de Franceville. O Arcebispo de Libreville, Basile Mvé Engone SDB, o consagrou em 13 de janeiro do ano seguinte. Os co-consagradores foram o Bispo de Oyem, Jean-Vincent Ondo Eyene, e o Bispo de Mouila, Mathieu Madega Lebouankehan.
O Papa Francisco o nomeou arcebispo de Libreville em 12 de março de 2020. A posse ocorreu em 12 de abril do mesmo ano.